# Mis dos amores
Mis dos amores es una película dramática estadounidense en lengua española de 1938. Dirigida por Nick Grinde, la película está protagonizada por Tito Guízar, Blanca de Castejón y Emilia Leovalli. Fue presentada en Nueva York el 11 de agosto de 1938 y se estrenó en San Juan de Puerto Rico el 4 de octubre. Durante la producción, se barajó otro título: Mi primer amor, y fue la primera de una serie de películas producidas por los estudios de cine de Estados Unidos dirigida al idioma español del mercado de América del Norte y América del Sur.

## Lista de personajes
- Tito Guízar: Julio Bertolin
- Blanca de Castejón: Rita Santiago
- Emilia Leovalli: Mercedes Bertolin
- Romualdo Tirado: Rafael Bertolin
- Juan Torena: fiscal de Distrito José Miranda
- Carolina Segrera: Ana Celia Ramos
- Carlos Villarías: Don Antonio Santiago
- Evelyn Del Río: Anita Ramos
- Paul Ellis: El Chato
- Martín Garralaga: Alfonso Hernández